# ヨーヨー・マ
ヨーヨー・マ（馬 友友、Yo-Yo Ma、Mǎ Yǒuyǒu、1955年10月7日 - ）は、フランス出身のチェリストである。中国系アメリカ人。

## 人物・来歴
1955年10月7日、フランスのパリで生まれる。父の馬孝駿（Hiao-tsiun Ma）は、中国寧波生まれで、オーケストラ指揮者、作曲家。母の盧雅文（Marina Lu）は、香港生まれで、南京国立中央大学出身の声楽家。ヨーヨー・マの両親は中国を離れパリに渡りその後、彼が7歳の時にニューヨークに移り住んだ。家族は現在もニューヨークに住んでいる。
1960年、4歳でチェロを始める以前の幼少の頃より、ヴァイオリンやヴィオラを習い、5歳にしてすでに観衆を前に演奏を行った。7歳の時にはジョン・F・ケネディの前で演奏した。また、8歳でレナード・バーンスタインが行ったコンサートでアメリカのテレビに出演した。クラシック音楽から現代音楽までの幅広いレパートリーを持ち、デビュー当時のテクニックは世界最高ともいわれていた。
1976年に、ハーバード大学を卒業、人類学の学位を取得した。ハーバード大学入学以前にジュリアード音楽院でレナード・ローズの下で学んでいたが、「君に教えることはもう何もない」といわれ、コロンビア大学を経てハーバード大学に入学したという逸話がある。それでも1970年代にパブロ・カザルスの偉大さに触れるまでは、まだ学習を続けるべきか否かを迷っていたという。
1982年に、バッハの無伴奏チェロ組曲を、ニューヨーク（Vanguard Studios）で録音する。1994年から1997年にかけて同曲の再録音を行い、「Inspired by Bach」と題して各国のアーティストとのコラボレーションを映像表現した。室内楽にも熱心であり、ジュリアード音楽院時代から親密にしていたピアニストであるエマニュエル・アックスと共演している。
1991年に、ハーバード大学から名誉博士号を授与される。
1998年5月9日から、彼の演奏による「リベルタンゴ」が日本でサントリーローヤルのCMに使用され、話題になる。同曲を収録したアルバム『ヨーヨー・マ　プレイズ・ピアソラ』（1997年発売）の日本での売上は、CM放映前に既に2万枚強のヒットであったが、同年8月下旬時点では国内版が19万枚、輸入盤が2万枚に達し、年内には35万枚に達した。
2000年、テレビドラマ『ザ・ホワイトハウス』（原題：The West Wing）に本人役で出演。2005年ダン・デイヴィッド賞受賞。
2009年、バラク・オバマの大統領就任式典にて演奏した。しかし、実際に会場にスピーカーで流された音はリアルタイムのものではなく、事前に録音されたものであったことがわかり、各方面で賛否両論の声が上がっている。式典当日の気温は氷点下であり、その寒さのために楽器の音程が狂う恐れがあったため、録音を使用したという。ただし、演奏そのものは実際に行われている。
2010年、バラク・オバマより大統領自由勲章を授与された。「世界的チェロ奏者」としての扱いで、同時に受賞した人の中には、ドイツ連邦首相のアンゲラ・メルケルや、投資家のウォーレン・バフェット、米第41代大統領ジョージ・H・W・ブッシュがいる。
2011年10月16日、スタンフォード大学記念教会においてAppleやピクサーの元CEOスティーブ・ジョブズの追悼式が行われ、バッハの無伴奏チェロ組曲を演奏した。ジョブズとは1981年に出会って以来親交があり、生前に「自分の葬儀で演奏して欲しい」と依頼されていた。なお、ジョブズの結婚式でも演奏を依頼されたもののツアー中のため実現しなかったが、後にジョブズの自宅を訪れて演奏している。
2019年4月13日、国境地帯にあるアメリカテキサス州ラレド市とメキシコヌエボラレド市をつなぐ橋の前で、バッハの無伴奏チェロ組曲第一番を演奏し、「文化は橋を作ります。壁ではありません」と、トランプ大統領が公約した国境の壁建設について言及した。

## 共演

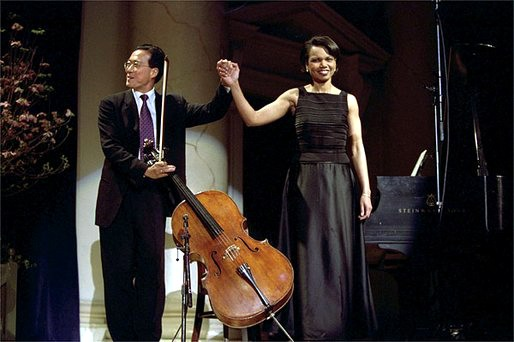
演奏後、ライス補佐官とともに挨拶するヨーヨー・マ（2002年4月22日）

ジャンル問わず、非常に多くのミュージシャンと共演する。前述、ピアソラのナンバーをアサド兄弟と共演したアルバムもある。また、2002年の冬季オリンピック（ソルトレーク五輪）の選手宣誓式では、スティングとともに Fragile などのナンバーを披露した。

## 使用楽器
- ストラディバリウス（チェロ）
音が鳴りにくい個体であり、同個体を弾きこなせる演奏家は数少ない。タクシーに置き去りにしたというエピソードもあるが、厚意により大事には至らなかった。
- モンタニャーナ1733年製（チェロ）
中低音域により深みのある音色が特徴の楽器で、チェロ奏者のミッシャ・マイスキーやスティーヴン・イッサーリスなども同作家のチェロを愛用している。